# Corporação Tarantella
Corporação Tarantella foi empresa norte americana sede da Santa Cruz, Califórnia que desenvolveu e vendeu o Secure Global Desktop conjunto de aplicações de "terminal services", formalmente conhecido como Tarantella e Canaveral iQ.
Antes de 2001 a empresa era conhecida como The Santa Cruz Operation (SCO), mais conhecida por vender três variantes de Unix para os processadores Intel x86: Xenix, SCO UNIX (e mais tarde como SCO OpenServer), e o UnixWare. Em 2001, SCO vendeu o seu direito para o Unix para a Caldera Systems, mantendo sua linha de produtos Tarantella, e mudando seu nome para Corporações Tarantella. Caldera subsequentemente mudou seu nome para The SCO Group, que criou alguma confusão entre as duas empresas. A empresa descrita aqui é a original "Santa Cruz Operation", chamada por alguns como a "velha SCO" para distingui-la do "The SCO Group".
Em 13 de Julho de 2005, a Tarantella foi comprada pela Sun Microsystems por US$25.000.000. Tarantella existe agora apenas como uma divisão desta empresa.

## A "Santa Cruz Operation" e o UNIX
SCO foi fundada em 1978 por Doug Michels e seu pai Larry Michels como uma empresa de porting e consultoria de UNIX. Em 1983 ela fornecia Xenix para processadores Intel, seu primeiro pacote do sistema UNIX. O Xenix foi juntado ao SCO UNIX (que era a variante de um ramo da árvore da família Unix, mais recente, O System V versão 3.2; o próprio Xenix era uma variante de um antigo ramo da mesma árvore do Unix) em 1989 fazendo a porting do SCO para o processador Intel 80386; em grupo, eles se tornaram a mais desejada versão de UNIX instalada por causa da popularidade da arquitetura x86.
A empresa se tornou pública em 1993 na bolsa de valores NASDAQ.
Em 1995 SCO adquiriu da AT&T UNIX o código fonte da Novell e eventualmente se tornou o licenciador para o UNIX. SCO também adquiriu o UnixWare sistema operacional, nesta época renomeou a SCO UNIX para SCO OpenServer. De 1997-1999, SCO estava também trabalhando com o 86open.
A SCO anunciou em 2 de Agosto de 2000 que ele venderia sua divisão de serviços e Software, bem como as tecnologias UnixWare e OpenServer, para a corporação Caldera Systems. A compra foi completada em Maio de 2001. Neste momento a Caldera mudou seu nome para a "Caldera International", e a remanescente parte da SCO, a divisão Tarantella, mudou seu nome para "Corporação Tarantella"
Em Agosto de 2002 a Caldera International se auto denominou "The SCO Group" desde que os produtos SCO UNIX eram ainda uma forte fonte de renda principalmente pelo fato da grande base instalada datando dos idos de 1990. Ela era na realidade, formalmente conhecida como Caldera, e não a antiga Santa Cruz Operation agora conhecida como Tarantella, que processou a IBM em 2003 por US$1 bilhão por alegar "desvalorizar" o UNIX contribuindo como os sistemas operacionais similares ao UNIX Linux. Veja também SCO v. IBM.
Em Julho de 2006 Tarantella mudou-se da sua localização em Santa Cruz. O prédio agora pertence a Georgiana Bruce Kirby Preparatory School.

### Alianças
A SCO foi a princípio parceira de um aliança de várias indústrias, com a intenção de promover a tecnologia do sistema operacional SCO, como um padrão para as plataformas emergentes de hardware.  A mais notável delas foram:
- ACE - Fundada pela Compaq, Microsoft, MIPS Computer Systems, Digital Equipment Corporation, e a SCO em 1991 para guiar a próxima geração de PCs.
- 3DA - Formado pela SCO e a Hewlett Packard em 1995 para definir os padrões de UNIX para os sistemas IA-64.
- Project Monterey - Formado pela SCO, IBM, Subsequentemente e Intel em 1998  para definir os padrões do UNIX para os sistemas IA-64.

Nenhuma destas alianças teve sucesso.
A SCO fez também parte em 1993 da COSE, uma iniciativa para suportar a criação de um padrão aberto e unificado para o UNIX.

## Tarantella, o produto
Em 1993 SCO adquiriu IXI Limited, uma empresa de software em Cambridge, Reino Unido, mais conhecida por seu produtos em X.desktop. Em 1994 ela comprou a Visionware, de Leeds, Reino Unido, desenvolvedores do XVision. Em 1995 a equipe de desenvolvimento do IXI e Visionware foram unificadas formando IXI Visionware, mais tarde a divisão para integração de Clientes da SCO.
A divisão de integração Cliente era relativamente independente do resto da SCO.
Especializando em softwares de integração com Microsoft Windows e os sistemas UNIX, ela
manteve seu próprio web site por algum tempo e portou seu software para a maior parte da plataforma UNIX incluindo os concorrentes da SCO. Havia ocasionalmente uma briga entre CID e o resto da SCO: de forma geral, a CID via a SCO como sendo lenta e burocrática; a SCO viu CID como sendo arrogante e deliberadamente não cooperativa.
Em 1997 a divisão de integração de cliente liberou o Vision97 (mais tarde Vision2K) da família de produtos: XVision Eclipse (um PC X server), VisionFS
(um servidor SMB para UNIX), TermVision (um emulador de terminal para Microsoft Windows), SuperVision (gerenciador centralizado de usuários para Windows), SQL-Retriever (ODBC- software compatível para conexão de banco de dados, mais tarde abandonado) e TermLite (uma versão light do TermVision).
O produto de VisionFS foi desenvolvido do zero pela equipe do desenvolvimento de Cambridge; os outros produtos foram desenvolvidos pela equipe do desenvolvimento da Leeds (na maior parte versões novas dos produtos já existentes do Visionware).
Em paralelo com o desenvolvimento do Vision97, uma separada equipe de programação começou a trabalhar em 1996 no projeto chamado Tarantella. A meta deste projeto era "qualquer aplicação, qualquer cliente, em qualquer lugar": para prover acesso a aplicações de qualquer tipo (hosted on back-end servidores) de qualquer cliente device que suporta-se a Java-enabled navegador.
o primeiro site da Tarantella, com os demos das aplicações, apareceu em Dezembro de 1996. O projeto com o código nome de stuck: que se tornou o nome final do produto. A primeira versão publica do Tarantella software foi lançado em Novembro de 1997. As versões posteriores 1.x suportaram um maior tipo de aplicações (tais como as aplicações da Microsoft Windows) e clientes tipos (incluindo  clientes Nativos para remover a dependência do suporte em Java), e adicionaram escalabilidade e atributos de segurança para melhorar o suporte a firmas e acesso segura a aplicações acessada pela Internet.
O produto foi renomeado para Tarantella Enterprise II em 1999, com uma versão simplificada do produto "Tarantella Express" disponível para sistemas em Linux. Este novo nome foi uma simples reformulação da versão 1.x: nenhuma versão 2.x do software foi liberada.
Em Abril de 2000 SCO reorganizou suas três divisões: A divisão de Software Servidores, a divisão de serviços Profissionais e a divisão Tarantella. Neste período o site mudou de tarantella.sco.com para www.tarantella.com, refletindo a importância e a independência da marca Tarantella.
Em Novembro de 2000 a versão 3.0 do produto foi liberada, incluindo uma maior reformulação do código referente ao servidor em linguagem Java. O produto foi reformatado como Tarantella Enterprise 3, com versões para Linux e sistemas UNIX. Mais versões 3.x se seguiram no anos seguintes, adicionando mais características de integração na competição com softwares similares da Citrix.

## Tarantella, a empresa
Em 2001, tendo vendido os negócios com UNIX, a empresa mudou seu nome para o nome da linha de produtos que ainda mantinha. Entretanto, a despeito do crescimento das vendas, a empresa consistentemente falhou em encontrar o público-alvo para as suas vendas, intimidada pela baixa nos mercados tecnológicos. A Despeito uma produto principal bem estimado no mercado, a empresa nunca foi rentável. A empresa dispensou seus empregados em 2001, 2002 e 2003.
Em 2003 a empresa perdeu a conformidade com regulamentos para continuar sendo listada nos mercados em queda da Nasdaq. Como conseqüência disto foi implementado  uma reversão 1-por-5 na divisão de ações. Ao mesmo tempo comprou  New Moon, programadores do Canaveral iQ, uma aplicação "terminal services" para Microsoft Windows que competia diretamente com o Citrix.
Os problemas financeiros continuaram durante 2003. Em Julho, o CEO Doug Michels indicou que “as práticas de negócio isoladas” no território europeu afetariam os rendimentos para o quarto semestre precedente. Mais discrepâncias foram encontradas mais tarde, causando uma maior revisão dos rendimentos. Estas revisões atrasam o relatório de resultados trimestrais, fazendo a companhia sair da conformidade com regulamentos da Nasdaq uma vez mais.
Em Setembro de 2003 o presidente em cargo (e formal SCO CEO) Alok Mohan tornou-se o principal diretor financeiro ativo, substituindo Randall Bresee. No mês seguinte onde a companhia não era listada no Nasdaq e começou a negociar "por debaixo da mesa". Também em outubro a companhia recebeu um investimento adicional confidencial.
Em 11 de dezembro de 2003 Doug Michels foi substituído como CEO por Frank Wilde. Em 6 de Janeiro de 2004 John Greeley foi indicado como novo CFO.
Mais mudanças no topo da organização se seguiram em fevereiro: mais membros da equipe executiva foram substituídos. Ao mesmo tempo US$16 milhões de investimento adicional foram recebidos, e em Março a empresa adquiriu a Corporação Caststream, um fornecedor do software de colaboração. (Nota a Caststream funcionava com diversos membros da equipe de gerência que Wilde Frank trouxe com ele.) em abril a companhia começou a acender mais uma vez por seus relatórios financeiros, procurando se re-erguer.
Em 10 de Maio de 2004 a empresa se re-lançou no mercado. Os produtos Tarantella Enterprise 3 e Canaveral iQ transformaram-se em "Secure Global Desktop", "Enterprise Edition Secure Global Desktop", "Terminal Services Edition"  respectivamente.
Em 10 de Maio de 2005 foi anunciado que a Sun Microsystems adquiriria a Tarantella por US$25 milhões em dinheiro, sujeito a aprovação regular dos acionista. A Sun enviou uma carta aos clientes da Tarantella que indicava que a companhia seria assimilada completamente após 90 dias; em 13 de julho de 2005, se anunciou a aquisição estava terminada.
Em Julho de 2005 a Sun licenciou o "Microsoft Windows Terminal Server" baseado no produto da Tarantella SGD-TSE (formalmente a New Moon Canaveral IQ) para as empresas baseadas no Reino Unido ProPalms. ProPalms relançou os SGD-TSE como ProPalms TSE e ProPalms foram liberados com a versão 5.0 do produto. Os produtos ProPalms competi diretamente como o "Citrix Metaframe" sendo uma alternativa de baixo custo para ele. Propalms assumiram todas as obrigações com os clientes do TSE da Tarantella, e a equipe de programação do TSE Tarantella se juntou a Propalms.

## Referencias
- «SCO Anuncia o fechamento oficial das duas Divisões de vendas da Caldera» (Nota de imprensa). The Santa Cruz Operation, Inc. 7 de maio de 2001. Consultado em 23 de janeiro de 2007
- Thin Planet entrevista com o diretor de marketing (Junho de 2004)
- Sun Microsystems adquire à Tarantella (Associated Press, 10 de Maio 2005)